# Wortbildungsmorphem
Ein Wortbildungsmorphem oder Ableitungsmorphem ist ein unselbständiges Morphem, das einen vorhandenen Wortstamm zu einem neuen Wort erweitert.
Statt vom Wortbildungsmorphem spricht man auch vom Derivationsmorphem (Derivatem) oder Formationsmorphem.
Wortbildungsmorpheme sind insbesondere Vorsilben (Präfixe) oder Nachsilben (Suffixe).
Präfix {be-}be-erben, be-singen, be-dauern, be-weinen …
Suffix {-ung}Satz-ung, Beobacht-ung, Bewunder-ung, Bild-ung  …
Die Wortbildungsmorpheme sind von den Flexionsmorphemen (Flexeme) zu unterscheiden, die der Durchführung der Flexion dienen. In der formalen Hinsicht der Stellung zu einem lexikalischen Grundmorphem sind die Flexionsmorpheme allerdings wie die Wortbildungsmorpheme Prä-, Suf- oder Infixe, d. h. Affixe.
Die systematische Einordnung der Wortbildungsmorpheme ist umstritten oder unklar: Wortbildungsmorpheme werden vielfach den grammatischen Morphemen zugerechnet. Grammatische Morpheme werden jedoch als Morpheme mit nur grammatischer oder struktureller Bedeutung definiert. Für Wortbildungsmorpheme wird aber eingeräumt, dass sie „auch semantische Modifikationen“ bewirken können. Andere unterscheiden daher lexikalische Morpheme, grammatische Morpheme und Wortbildungsmorpheme oder qualifizieren das Wortbildungsmorphem explizit als „gebundenes lexikalisches Morphem“.
Die Wortbildungsmorpheme generell führen vielfach zu einem Genus- oder Wortartwechsel, die Suffixe immer.
Der Unterschied bzw. der Übergang von Lexemen zu Affixen ist bei diachronischer Betrachtung fließend und bei synchronischer Betrachtung entweder abgeschlossen oder nicht abgeschlossen.
Für die deutsche Sprache wird von ungefähr 3000 lexikalischen, 16 grammatischen und 100 Wortbildungsmorphemen ausgegangen.
Bei der abstrakten Beschreibung der Konstituentenstruktur eines zusammengesetzten Wortes benutzt man auch Abkürzungen wie WBM (für Wortbildungsmorphem) oder D (für Derivationsmorphem).
Ver-bind-ung (D-K-D)
Ver-bind-ung-en (D-K-D-F)